# Carneoryctes monstrosus
Carneoryctes monstrosus är en skalbaggsart som beskrevs av Blackburn 1895. Carneoryctes monstrosus ingår i släktet Carneoryctes och familjen Dynastidae. Inga underarter finns listade.